# Lucien Bodard
Pour les articles homonymes, voir Bodard.
Lucien Bodard, né le 9 janvier 1914 à Chongqing en Chine et mort le 2 mars 1998 à son domicile du 7e arrondissement de Paris, est un écrivain et un journaliste français ancien grand reporter à France-Soir et récompensé par le Prix Goncourt en 1981 et le Prix interallié en 1973.

## Une enfance en Chine
Fils d'Albert Bodard et d'Anne-Marie Greffier, Lucien Bodard est né en 1914 à Chongqing, alors dans le Sichuan en République de Chine, où son père était consul à Chengdu. Son enfance a profondément marqué sa future vie d'écrivain :
« C'est un monde, un raisonnement particuliers, des mœurs différentes... Vous verrez.... C'est un autre univers, complexe, riche. C'est une excellente matière romanesque, qui n'a cessé de nourrir mon inspiration… » explique-t-il au futur grand reporter Jean-Luc Delblat qui part alors pour Saïgon et le rencontre pour un recueil d'entretiens Le Métier d'écrire qui paraîtra quatre ans avant sa mort.
Après ses dix premières années en Chine il part avec sa mère pour la France pour intégrer l’École des Roches en Normandie, puis ses études le mèneront à un diplôme de sciences politiques. Durant la seconde guerre mondiale il rejoint l'Afrique du Nord, puis Londres en 1940.

## Le grand reporter
Pendant la guerre d'Espagne, il est interné au camp de concentration de Miranda de Ebro.  
En 1944 il commence sa carrière de journaliste au sein de la section presse-information du gouvernement provisoire et couvre l'actualité de l'Extrême-Orient. En 1946 il publie un article envisageant comme inéluctable la décolonisation en Afrique du Nord dans France-Illustration.  
Repéré par Pierre Lazareff et Joseph Kessel, il devient alors grand reporter au sein de l'équipe du tout nouveau France-Soir qui tire alors à plus d'un million d'exemplaires avec sept éditions quotidiennes. Il est notamment correspondant de guerre en Indochine de 1948 à 1954, à Hong Kong, dans la Chine de Mao Zedong, en Afrique du Nord, et plus tard en Amérique du Sud. 
Plongé dès son enfance dans les événements qui ont secoué l'Asie dans les années 1920-1940, il en tire une connaissance profonde de la réalité asiatique qu'il décrira dans La Chine de la douceur et La Chine du cauchemar, publiés en 1957 et 1961 dans la collection L'Air du temps, dirigée par Pierre Lazareff chez Gallimard :
« Quand j'étais reporter en Chine, au moment où j'ai vu s'établir le maoïsme, j'ai vu passer des masses de délégations et de littérateurs français qui étaient immédiatement subjugués. C'était une époque terrible, où Mao voulait enlever à l'homme son ego et exigeait des Russes qu'ils menacent d'employer la bombe atomique pour écarter la flotte américaine du détroit de Formose. J'ai ainsi écrit ces deux livres pour montrer qu'il suffisait qu'en Chine l'on resserrât les boulons pour que la douceur devînt un cauchemar ».
Ces deux livres lui attirent les foudres du milieu intellectuel parisien alors fasciné par le maoïsme. Le communiste Roger Vailland est l'un des rares à le soutenir à rebours :
« Je l'ai rencontré au bar Le Pont royal. Le soir, il y réunissait toute sa bande, et un jour il m'a abordé pour me parler de mes livres sur la Chine qui venaient de sortir : “J'ai aimé vos livres, m'a-t-il dit, je vous soutiendrai”. J'étais très critiqué par la gauche à cette époque-là. Ces deux livres avaient provoqué un tollé. J'étais l'infâme… (rires). Roger Vailland, qui avait été communiste, en était revenu. Il m'a alors promis qu'il écrirait un article pour me défendre. Mais, maintenant, cela ne pose plus de problèmes, tout le monde étant devenu de mon avis. » explique-t-il à Jean-Luc Delblat.
De là son regard incisif sur le premier conflit indochinois qu'il a couvert en tant que correspondant de presse. Lucien Bodard a eu ses entrées dans l'état-major du Corps expéditionnaire français en Extrême-Orient (CFEO), auprès de l'empereur Bảo Đại, mais aussi chez des acteurs de moindre envergure comme l'administrateur civil de Cao Bang ou Deo Van Long, un chef tay du nord-ouest du Tonkin. 
De son œuvre magistrale sur la guerre d'Indochine Lucien Bodard a consacré le troisième tome, intitulé L'Aventure, aux deux années allant de l'arrivée de de Lattre le 17 décembre 1950 après la déroute de Cao Bang d'octobre 1950 à sa mort le 11 janvier 1952, deux ans avant la défaite de Dien Bien Phu signant la fin de la présence française en Indochine.
En 1969 il publie un livre sur l'extermination des tribus amazoniennes au Brésil qui fait grand bruit, Le Massacre des Indiens :
« La civilisation c'est la mort. Au siècle dernier, le génocide a fait place nette dans les immensités des prairies et des montagnes du Far West, ce qui a permis aux pionniers blancs de créer le plus formidable empire du monde. Maintenant on assiste au même phénomène dans les matos, les selvas et les serras du Brésil. Là aussi il s'agit de créer un des plus vastes États de l'univers. Les victimes ce sont toujours les Peaux-Rouges. »
Ce sera l'un de ses derniers grands reportages. A 56 ans il décide de consacrer sa vie à une longue série de romans inspirés de sa carrière.

## Le romancier couronné
« Dans le journalisme, on est guidé par les événements, dans le roman, la liberté est immense. Je suis guidé par des instincts, des pulsions, des lambeaux de souvenirs. Et par des impressions, une certaine façon d'écrire. La difficulté, c'est de se repérer au milieu de tout cela. Tout l'art, c'est d'arriver à faire quelque chose de concis avec cette liberté, qui est abondante, plantureuse, et qu'il y ait une histoire et un style. Faire un livre, c'est un peu comme faire cuire un gâteau ! »
Monsieur le Consul, inspiré de la vie de son père en Chine, lui vaut le prix Interallié en 1973. Dans Anne Marie, qui lui vaut le prix Goncourt en 1981, il évoque encore plus précisément la figure de sa mère et de Philippe Berthelot, diplomate éminent qui a lancé la carrière diplomatique d'Albert Bodard, le père de Lucien. 
Le 12 décembre 1975 un débat opposa Han Suyin à Lucien Bodard dans l'émission Apostrophes de Bernard Pivot. Han Suyin dénonça la fascination « schizophrène » de Lucien Bodard pour l'ancienne Chine, alors qu'elle loua le modèle économique du Grand Bond en avant, créé, selon elle, par de « vrais économistes » pour un pays sous-développé. Ils s'opposent également sur la personnalité de Mao Zedong, sur celle de l'empereur Puyi, sur le communisme et ses méthodes, la dictature du prolétariat.
Son dernier ouvrage Le Chien de Mao, est consacré à Jiang Qing, la veuve de Mao. Le critique littéraire Michel Crépu qualifie l'ouvrage de chef-d'œuvre lors de sa parution. 

## Vie privée et mort
Sa première femme était Mag Bodard, à l'époque correspondante du magazine Elle en Indochine et plus tard actrice et productrice. Le 30 mai 1962 il avait épousé en secondes noces Huguette Cord'homme, dont il eut un fils, Julien, en 1967. Au moment de son décès il partageait sa vie avec sa troisième femme, Marie-Françoise Leclère, rédactrice en chef des services culturels à l'hebdomadaire Le Point.
Doté d'un faciès de baroudeur et d'une corpulence impressionnante (on l'appelle avec affection Le Gros Lulu à France-Soir), il se prend au jeu de devenir occasionnellement acteur. Il tourne ainsi pour Agnès Varda dans Les Créatures (avec son ex Mag Bodard également dans la distribution). Il apparaît dans Le Retour de Martin Guerre (1982) de Daniel Vigne et tient surtout le rôle du cardinal Bertrand du Pouget dans Le Nom de la rose (1986) de Jean-Jacques Annaud.
Lucien Bodard meurt le 2 mars 1998 à 84 ans à son domicile parisien.

## Œuvres

### Romans
- Monsieur le Consul (Grasset, 1973) — Prix Interallié
- Le Fils du Consul (Grasset, 1975)
- La Vallée des roses (Grasset, 1977)
- La Duchesse (Grasset, 1979)
- Anne Marie (Grasset, 1981) — Prix Goncourt
- La Chasse à l'ours (Grasset, 1985)
- Les Dix Mille Marches (Grasset, 1991)
- Le Chien de Mao (Grasset, 1998)

### Essais et récits
- La Mésaventure espagnole (Jean Vigneau, 1946)
- La Chine de la douceur (Gallimard, 1957)
- La Chine du cauchemar (Gallimard, 1961)
- La Guerre d'Indochine 1 L'Enlisement (Gallimard, 1963)
- La Guerre d'Indochine 2 L'Humiliation (Gallimard, 1965)
- La Guerre d'Indochine 3 L'Aventure (Gallimard, 1967)

Réédition en poche divisant les volumes deux (L'Humiliation) et trois (L'Aventure) chacun en deux : 
- La Guerre d'Indochine 1 L'Enlisement (Folio, 1972)
- La Guerre d'Indochine 2 L'Illusion (Folio, 1973)
- La Guerre d'Indochine 3 L'Humiliation (Folio, 1973)
- La Guerre d'Indochine 4 L'Aventure (Folio, 1973)
- La Guerre d'Indochine 5 L'Épuisement (Folio, 1973)

- Le Plus Grand Drame du monde, la Chine de Tseu Hi à Mao (Gallimard, 1968)
- Le Massacre des indiens (Gallimard, 1969)
- Mao (Gallimard, 1970), avec Marie Cardinal
- Les Plaisirs de l'Hexagone (Gallimard, 1971)
- Les Dossiers secrets du Pentagone (Presses de la Cité, 1971)
- La Télé de Lucien Bodard (Plon, 1973)
- Les Grandes Murailles (Grasset, 1987)

## Filmographie
- 1966 : Une balle au cœur de Jean-Daniel Pollet — Marcopoulos
- 1966 : Les Créatures d'Agnès Varda — Monsieur Ducasse
- 1971 : La Ville bidon de Jacques Baratier — Le député-maire
- 1982 : Le Retour de Martin Guerre de Daniel Vigne — non-crédité
- 1986 : Le Nom de la rose de Jean-Jacques Annaud — Le cardinal Bertrand du Pouget